# Baqim (huyện)
Huyện Baqim là một huyện thuộc tỉnh Sa`dah, Yemen. Đến thời điểm năm 2003, huyện này có dân số 22965 người